# John Charles Ryle
John Charles Ryle (Macclesfield, 10 de mayo de 1816-Lowestoft, 10 de junio de 1900) fue un pastor anglicano del siglo xix de nacionalidad británica cuyas contribuciones a la literatura religiosa y su compromiso con la fe evangélica dejaron una profunda huella en la Iglesia de Inglaterra. Su papel como líder religioso y escritor lo llevó a ser conocido por su sólida defensa de las creencias evangélicas en medio de desafíos teológicos y sociales de su época. Aunque durante su vida no fue ampliamente reconocido fuera de la Iglesia Anglicana en Gran Bretaña, su legado ha crecido con el tiempo.

## Biografía
John Charles Ryle nació en 1816 en Macclesfield, hijo del influyente banquero John Ryle, quien también fue miembro del Parlamento, y Susanna, hija de Charles Hurt de Wirksworth. El linaje de la familia Ryle estaba imbuido de riqueza y estatus social, y el joven John Charles creció en un ambiente de privilegios. Aunque las expectativas familiares apuntaban hacia una carrera política en el Parlamento, Ryle siguió un camino menos convencional, orientándose hacia la educación y el ministerio.
Después de asistir al Eton College, Ryle ingresó a la Universidad de Oxford en 1834. Destacó como estudiante ejemplar, ganando becas y compitiendo favorablemente con sus compañeros académicos. Recibió una beca de exhibición en el Christ Church y matriculó en 1834. En 1836 obtuvo la distintiva beca Craven y en 1838 se graduó con un bachiller universitario en letras, habiendo logrado el primer puesto en la categoría de literae humaniores el año anterior. Posteriormente, en 1871, recibió el título de Maestría en Artes y fue honrado con el título de Divinitatis doctor en 1880.
A pesar de su naturaleza robusta y su éxito en actividades como el remo y el críquet, una enfermedad pulmonar prolongada lo llevó a un período de confinamiento. Durante este tiempo, redescubrió la Biblia, que había dejado de lado durante más de una década.
La transformación de Ryle se produjo cuando escuchó las palabras de Efesios 2:8, que hablaban de la gracia y la fe. Sintió una profunda convicción y conversión. Después de su graduación, sus planes de carrera en el Parlamento se vieron truncados por la quiebra repentina de su padre en 1841. Esto lo llevó a tomar el sacramento del orden y embarcarse en un camino eclesiástico.
Ryle comenzó su ministerio en la Iglesia de Inglaterra como clérigo a los 25 años. Asumió varias posiciones en diferentes parroquias, desde Exbury hasta Winchester y Helmingham. En estos lugares, Ryle se destacó como un predicador apasionado y dedicado, basando sus sermones en el estudio personal de escritores seguidores de la Reforma protestante y del puritanismo. Durante su tiempo en distintas parroquias, demostró un interés profundo por la historia de la iglesia y se inspiró en figuras religiosas anteriores como John Wesley, los puritanos del siglo xvii y los reformadores del siglo xvi.
Su dedicación a la predicación y la escritura se hizo evidente a medida que creció su influencia. Ryle comenzó a escribir panfletos y luego expandió su alcance a libros y comentarios. Sus obras, que abarcaban temas como la historia de la iglesia y la teología, se convirtieron en una voz poderosa en el ámbito religioso.

### Familia y vida personal
Ryle contrajo matrimonio en tres ocasiones a lo largo de su vida. Su primera esposa fue Matilda Charlotte Louisa, hija de John Pemberton Plumptre, con quien se casó en 1845. Sin embargo, Matilda falleció después de unos años de matrimonio, dejándolo con una hija. Posteriormente, en 1850, contrajo matrimonio con Jessy, hija de John Walker. Desafortunadamente, Jessy también padeció problemas de salud y falleció después de seis meses de matrimonio. Ryle enfrentó esta pérdida mientras cuidaba de su hija y gestionaba sus responsabilidades ministeriales. A los 45 años, contrajo matrimonio por tercera vez con Henrietta Clowes, una relación que resultó fructífera y feliz. Juntos, tuvieron una familia y compartieron una profunda fe cristiana.

### Salud y desafíos personales
La salud de Ryle fue un aspecto que tuvo un impacto profundo en su vida. A la edad de 21 años sufrió una infección pulmonar prolongada que lo llevó a explorar la Biblia y experimentar una conversión espiritual. A lo largo de su vida, Ryle enfrentó el desafío de la enfermedad y la pérdida de seres queridos, incluyendo la muerte de sus esposas y otros miembros de su familia. Estos desafíos personales no socavaron su dedicación al ministerio y a la literatura, sino que parecieron fortalecer su compromiso con la fe evangélica.
Además de perder a sus dos primeras esposas debido a enfermedades graves, tuvo que enfrentar la pérdida de su madre, hermano y hermana. A pesar de estas dificultades, siguió adelante, cuidando a su familia y administrando sus responsabilidades ministeriales.
Ryle también dejó su huella en la vida personal, manteniendo una relación cercana con sus tres hijos. Sin embargo, enfrentó el dolor de ver a sus hijos abandonar la fe que él sostenía.

### Muerte, legado y opiniones

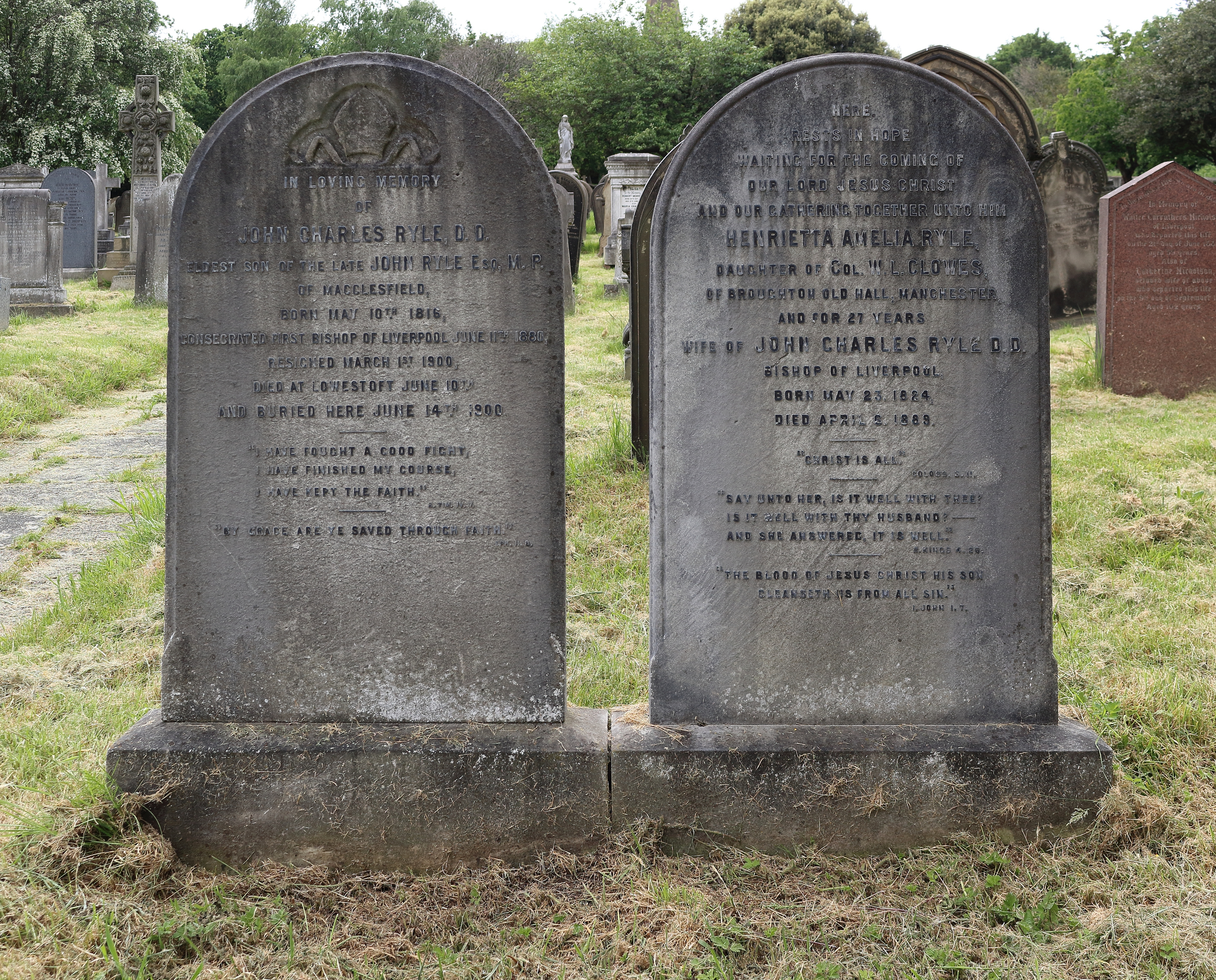
Lápidas funerarias de John Charles Ryle y su esposa Henrietta en el cementerio de la Iglesia de Todos los Santos en Childwall

En 1880, Ryle fue nombrado obispo de Liverpool, una posición que ocupó hasta su fallecimiento en 1900. Durante sus años en Liverpool, Ryle demostró ser un defensor apasionado de sus principios y de la fe evangélica. Su firmeza en la defensa de sus creencias lo llevó a enfrentar desafíos teológicos y a interactuar con movimientos como el Movimiento Tractariano de John Henry Newman y la creciente infiltración de la teología liberal alemana.
Ryle dejó un legado duradero en la iglesia anglicana. Fue contemporáneo de destacadas figuras religiosas como Charles Spurgeon, Dwight L. Moody, George Müller y Hudson Taylor, y su influencia se extendió más allá de su tiempo.
Ryle sostenía el lema «en esencia unidad, en no esencia libertad, en todas las cosas caridad». Sus principios y convicciones influyeron en su enfoque pastoral y su compromiso con la verdad.
Su nombramiento como obispo de Liverpool en 1880 sorprendió a muchos, ya que fue designado a pesar de su edad avanzada. Durante sus 20 años en ese cargo, defendió sus principios con valentía y mantuvo una actitud comprensiva en sus relaciones personales.
Su influencia trascendió su tiempo, ya que sus libros y escritos continuaron ganando popularidad después de su muerte.

## Obras
Las obras literarias de Ryle, que abarcaban temas teológicos, históricos y espirituales, tuvieron un impacto significativo. Sus escritos abarcaron una variedad de temas, desde biografías de líderes religiosos hasta tratados sobre historia de la iglesia y cuestiones doctrinales. Su obra The Christian Leaders of the Last Century; or, England a Hundred Years ago se destacó por su análisis de líderes religiosos influyentes de su época.
A través de su prolífica producción literaria, Ryle buscaba influir en la Iglesia y en la sociedad en general, transmitiendo sus convicciones y enseñanzas. Algunas de sus obras más destacadas incluyen:
- The Bishop, the Pastor, and the Preacher (1854), que presenta biografías de William Latimer, Richard Baxter y George Whitefield.
- The Christian Leaders of the Last Century (1869), donde exploró la historia religiosa de Inglaterra.
- Lessons from English Church History: a Lecture (1871), que refleja su interés en la historia de la iglesia.
- What do we owe to the Reformation? (1877).
- Facts and Men. Being Pages from English Church History between 1553 and 1683 (1882).
- Principles for Churchmen: a Manual of Positive Statements on doubtful or disputed Points (1884).
- The Upper Room. Being a Few Truths for the Times (1888), donde abordó cuestiones teológicas y espirituales contemporáneas.